# El estafador
El estafador (en inglés - The Racketeer) es una novela del escritor estadounidense John Grisham publicada el 23 de octubre de 2012 por la editorial Doubleday con una impresión inicial de un millón y medio de copias. Fue uno de los libros que mayor cantidad de ventas obtuvo en el 2012 y pasó algunas semanas en la cima de las listas de best-sellers en varios países.

## Sinopsis
El juez federal Raymond Fawcett es asesinado. Su cuerpo es encontrado en una cabaña. Junto a su cuerpo yace también el cadáver de su secretaria. Malcolm Bannister, exabogado y exconvicto, dice conocer toda la verdad del caso. Sin embargo, Malcolm tratará de vengarse del Gobierno Federal de los Estados Unidos por haber sido encarcelado por un crimen que no cometió.